# Edward Bowen (homme politique)
Pour les articles homonymes, voir Edward Bowen et Bowen.
Edward Bowen (1er décembre 1780 à Kinsale en Irlande - 11 avril 1866 dans la ville de Québec, au Québec, au Canada) est un avocat, juge et personnalité politique du Bas-Canada et du Canada-Est. Il est le premier juge en chef de la Cour supérieure du Québec (le Québec est alors appelé Canada-Est) et le deuxième chancelier de l'Université Bishop à Sherbrooke.

## Biographie
Edward Bowen est le fils de James Bowen (1740-1796), chirurgien d'état-major dans l'armée britannique, qui est mort à la Martinique. Sa mère, Isabella, est la fille de Richard Sheffield Cassan de Sheffield, comté d'Offaly, et de son épouse Isabella Hamilton, sœur du très révérend Hugh Hamilton (en), évêque d'Ossory (en). Éduqué à l'Académie de Drogheda, Edward Bowen arrive au Bas-Canada en 1797, avec sa grand-tante Anne Hamilton et son mari, le lieutenant-colonel Henry Caldwell (en). Il étudie le droit et entre dans le cabinet de Jonathan Sewell. Il est admis au barreau du Bas-Canada en 1803. Bowen sert comme lieutenant, puis comme capitaine dans la milice de Québec.
En 1808, il est choisi comme procureur général du Bas-Canada par le gouverneur Sir James Henry Craig ; toutefois, il est contraint de se retirer après que Norman Fitzgerald Uniacke (en) ait été choisi par les autorités de Londres. Il est nommé conseil du roi en 1809 et occupe également le poste de procureur général par intérim de 1810 à 1812. En 1809, il est élu à l'Assemblée législative du Bas-Canada pour le comté William-Henry (aujourd'hui Sorel-Tracy); il soutient le parti anglais. En 1812, il est nommé juge à la Cour du banc du Roi du Québec. Il est nommé au Conseil législatif du Bas-Canada en 1824. En 1849, il a été nommé juge en chef de la nouvelle Cour supérieure du Canada-Est. Bowen a également été traducteur français pour le Conseil exécutif et secrétaire français de la province.
Il est décédé à Québec en 1866 et est enterré au cimetière Mount Hermon, section A, dans l'ancienne ville de Sillery, qui est fusionnée à la ville de Québec en 2002. Le révérend G. V. Housman, de l'Église d'Angleterre, était l'ecclésiastique célébrant. Bowen était le propriétaire du terrain du cimetière en 1830.
Pendant de nombreuses années, un portrait d'Edward Bowen a été accroché dans le Sénat du Canada à Ottawa.

## Famille
En 1819, Edward Bowen construit une maison à deux étages, de six ou sept travées, taillée dans la pierre locale. Les deux travées d'extrémité font saillie par rapport aux deux travées centrales, ce qui suggère une influence architecturale française et anglaise, mais qui contraste avec les traditions françaises antérieures de Québec. La maison se trouvait sur la rue Mount Carmel (anciennement rue de la Cathédrale) à Québec. En 1807, il avait épousé Eliza, la fille de James Davidson, un chirurgien autrefois attaché aux Volontaires royaux canadiens. Ils ont eu huit fils et huit filles :
- Alicia Catherine Aubigvey Bowen ;
- Ann Emily Bowen ;
- Charlotte Louise Caldwell Bowen ;
- Eliza Cecilia Bowen, mariée à l'honorable Edward Hale (en), de Québec ;
- Isabella Cassan Bowen ;
- Louisa Aylmer Bowen ;
- Lucy Irwin Bowen, mère de Frederick Montizambert, le premier directeur général de la santé publique au Canada et une sommité mondiale dans le domaine de la santé publique ;
- Mary Sophia Bowen ;
- Charles Marshall Bowen ;
- Charles William Bowen ;
- Edward Henry Bowen ;
- Francis Nathaniel Burton Bowen ;
- George Frederick Bowen ;
- George Mountain Bowen ;
- James Bowen ;
- Noel Hill Fox Maule Bowen ;
- William Hamilton Bowen.

Une photographie d'une fille de Bowen, Isabella Cassan, est exposée à Piney Grove à la plantation Southall (en) en Virginie, aux États-Unis. Un portrait de la petite-fille de Bowen, Isabella Forsyth Bell, et une photographie de son arrière-petit-fils, Frederick Noel Bell Hyndman, y sont également exposés. Piney Grove reste en possession de la famille. Son ameublement comprend des pièces de mobilier et d'argenterie qui pourraient provenir de la famille Bowen du Canada.